# 胰島B細胞
胰島B細胞也稱為胰岛β细胞（英語：Beta cells、β cells），是一類位於胰島中的細胞，主要功能是分泌可以降低血糖濃度的胰島素，數量佔到胰島中細胞數量的60-80%。1型糖尿病即由胰島B細胞功能異常導致。

## 組織學
胰島B細胞位於胰腺中的內分泌區胰島內，是胰島中數量最多的細胞，佔到細胞總數量的60-80%。可以通過馬洛里染色（Mallory Staining）的方法區分胰島中的A細胞、B細胞、D細胞，免疫組織化學法也可以用於區分胰島中的不同細胞。

## 功能
胰島B細胞的主要功能是分泌胰島素。胰島素與靶細胞表面的胰島素受體結合，誘導細胞的代謝發生變化，使葡萄糖利用、儲存過程加快，促使血糖濃度下降。胰島B細胞分泌胰島素的過程受到胞外多種信號的控制，其中較爲重要的一種是血糖濃度對胰島素分泌的調控。血液中的葡萄糖通過葡萄糖轉運蛋白GLUT2轉移入胰島B細胞內，再通過代謝產生ATP。當血糖濃度上升時，轉入胰島B細胞的葡萄糖也增多，產生的ATP亦增多，誘導ATP敏感鉀離子（K+）通道關閉，發生去極化反應。胰島B細胞表面的電壓敏感鈣離子（Ca2+）通道會因此受到誘導而開放，鈣離子進入胰島B細胞內。鈣離子進入胰島B細胞後，會激活胰島B細胞內的一種鈣離子—鈣調蛋白依賴性激酶，誘導胞內含有胰島素的顆粒外排，促進胰島素的釋放。此外，乙酰胆碱等因子也可以影響胰島素的分泌。

## 臨床
1型糖尿病是由胰島B細胞功能異常引起，即胰島B細胞無法產生正常水平的胰島素，導致血糖無法被機體吸收，並累積在血液中。一種治療1型糖尿病的構想即爲通過再生醫學的手段，使病人體內的胰島B細胞得到恢復。